# Liste der Weihbischöfe in Osnabrück
Die folgenden Personen waren als Weihbischöfe im Bistum Osnabrück tätig:
| Bild | Name                                      | von  | bis  | Titularbistum              |
| ---- | ----------------------------------------- | ---- | ---- | -------------------------- |
|      | Johannes Fabri                            | 1434 | 1451 | Athyra                     |
|      | Godefridus Yewerd                         | 1471 | 1483 | Tricca                     |
|      | Johannes von Meppen                       | 1477 | 1496 | Larissa in Syrien          |
|      | Heinrich Schodehoet                       | 1494 | 1515 | Tricca                     |
|      | Johannes Meler                            | 1518 | 1529 | Tricca                     |
|      | Kaspar Münster                            | 1631 | 1654 | Aureliopolis in Asia       |
|      | Aegidius Gelenius                         | 1655 | 1656 | Aureliopolis in Asia       |
|      | Johann Bischopinck                        | 1657 | 1667 | Aureliopolis in Asia       |
|      | Otto Wilhelm von Bronckhorst zu Gronsfeld | 1693 | 1713 | Columbica                  |
|      | Johann Hugo von Gärtz                     | 1715 | 1716 | Dorylaeum                  |
|      | Hyacinth Petit                            | 1718 | 1719 | Heliopolis in Augustamnica |
|      | Johann Friedrich Adolf von Hörde          | 1723 | 1761 | Flaviopolis                |
|      | Wilhelm von Alhaus                        | 1764 | 1794 | Arad                       |
|      | Karl Klemens von Gruben                   | 1795 | 1824 | Paros                      |
|      | Carl Anton Lüpke                          | 1830 | 1855 | Anthedon                   |
|      | Johannes von Rudloff                      | 1950 | 1975 | Busiris                    |
|      | Bernhard Schräder                         | 1959 | 1971 | Scyrus                     |
|      | Hubertus Brandenburg                      | 1974 | 1977 | Strathernia                |
|      | Karl-August Siegel                        | 1974 | 1988 | Sinnipsa                   |
|      | Theodor Kettmann                          | 1978 | 2011 | Busiris                    |
|      | Hans-Jochen Jaschke                       | 1988 | 1994 | Tisili                     |
|      | Johannes Wübbe                            | 2013 |      | Ros Cré                    |